# Sky Dream Fukuoka

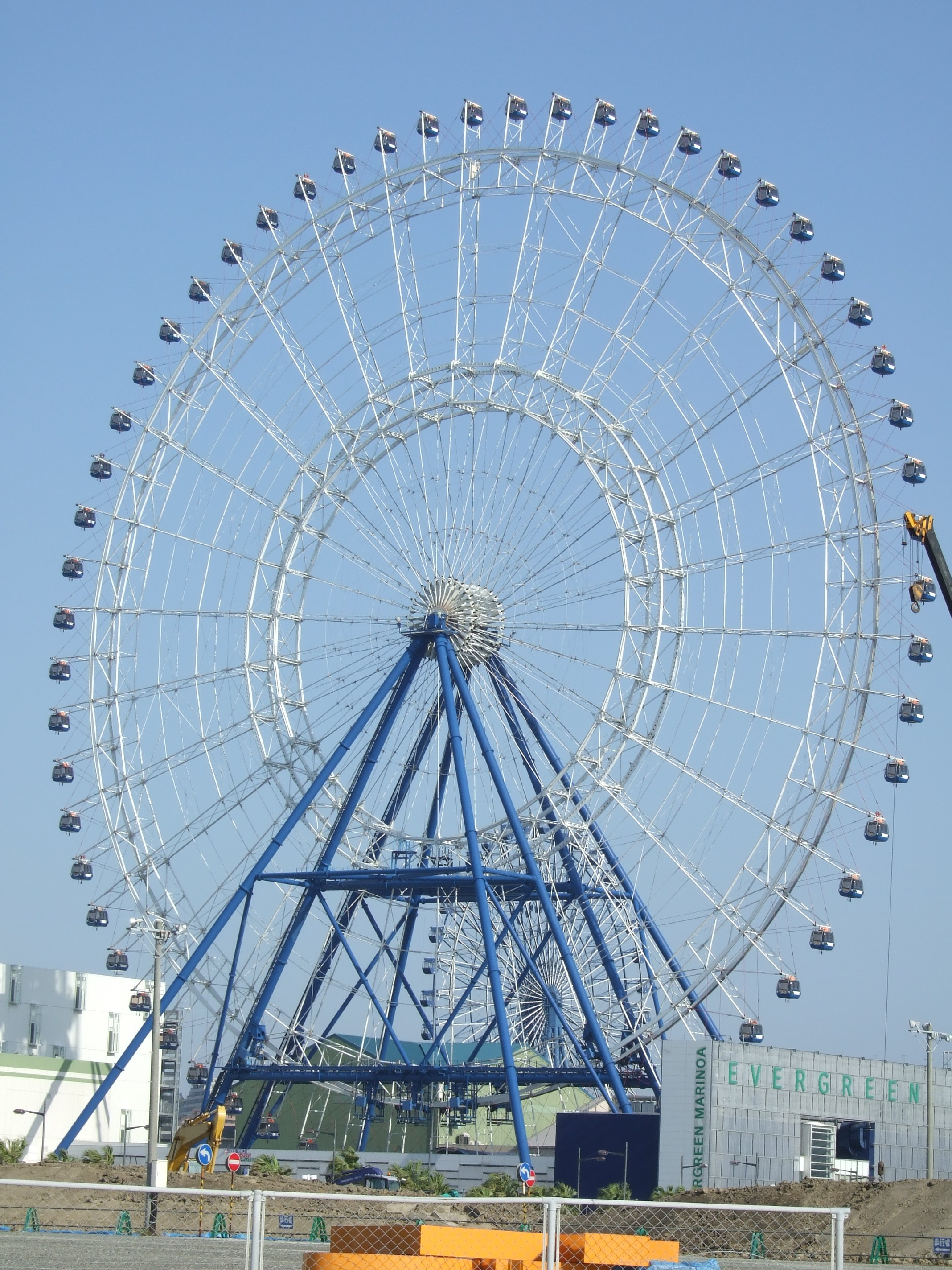
Sky Dream Fukuoka

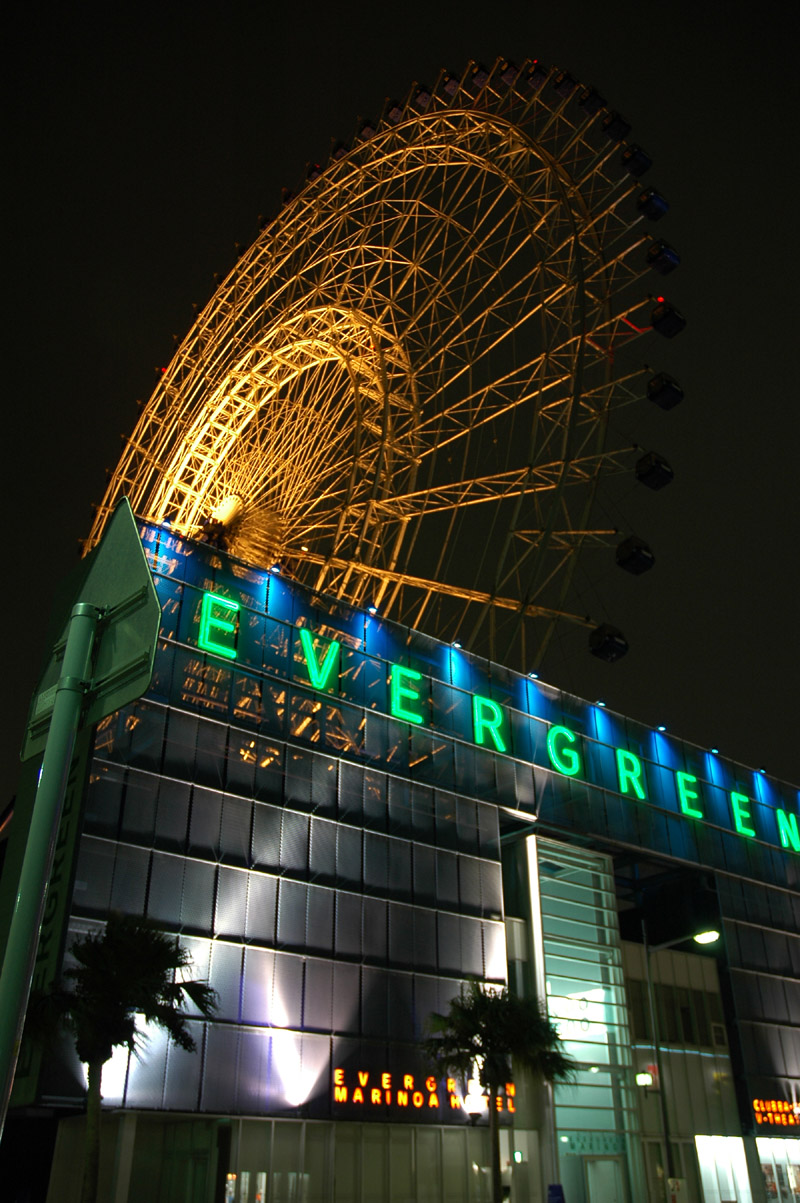
Sky Dream et Evergreen Marinoa, janvier 2006

La Sky Dream Fukuoka (スカイドリーム福岡) était une grande roue emblématique située à Fukuoka au Japon, active de 2001 à septembre 2009.

## Généralités
D'une hauteur de 120 mètres, elle était la plus haute d'Asie, et la deuxième plus haute du monde derrière la London Eye de Londres et ses 134 mètres.

Elle fut mise en service en 2001 et est située dans l'arrondissement de Nishiku à l'ouest de la ville, au sein du complexe de loisir et centre commercial Evergreen Marinoa.
Les nacelles disposaient de l'air conditionné, étaient accessibles aux personnes en fauteuil roulant et se déplaçaient si lentement qu'une révolution de la roue durait approximativement 20 minutes, durée mise en avant par les gestionnaires comme un "durée de baiser maximale".

## La fermeture
L'emplacement de la roue avait provoqué de nombreuses interrogations lors de sa construction, se trouvant proche d'une autre grande roue déjà présente, la Sky Wheel, d'une hauteur de 58,3 mètres. Visuellement attractif, cet emplacement n'était pas économiquement viable à long terme comme ses propriétaires, Evergreen Group, purent s'en apercevoir.
Contraint de faire d'importants investissements de maintenance, et prévoyant une décroissance des visites, Evergreen Group décide de fermer la Sky Dream Fukuoka au public définitivement le 26 septembre 2009.
Vendue à des investisseurs Taïwanais, la roue fut progressivement démantelée à partir de 2010 pour être reconstruite à Taïwan.
 Cependant, en juillet 2011, les travaux sont interrompus après que deux grues de démantèlement se soient renversées, blessant un ouvrier et endommageant quatre voitures.